# Jaśkowice Legnickie
Jaśkowice Legnickie est une localité polonaise de la gmina de Kunice, située dans le powiat de Legnica en voïvodie de Basse-Silésie.